# Reina de Bruijn-Wezeman
Reina de Bruijn-Wezeman (Delfzijl, 16 november 1954) is een Nederlandse politica. Namens de Volkspartij voor Vrijheid en Democratie (VVD) was zij van 2017 tot en met 2023 lid van de Eerste Kamer der Staten-Generaal. Eerder was zij gemeenteraadslid (1990-1997) en wethouder (2011-2015) in Oss.

## Levensloop
Reina de Bruijn-Wezeman was vanaf 1981 werkzaam als verpleegkundige in Ziekenhuis Bernhoven, werd vervolgens hoofd van de afdeling opname en ging beleids- en bestuurlijke werkzaamheden doen in het ziekenhuis en was tot 2009 secretaris van de raad van bestuur. Van 1990 tot 1997 was De Bruijn-Wezeman gemeenteraadslid in Oss en van 2011 tot 2015 was zij in die plaats wethouder met de portefeuille ruimtelijke ordening, beheer openbare ruimte, verkeer en sport. Daarnaast is zij werkzaam als zelfstandig adviseur. Op 21 maart 2017 werd De Bruijn-Wezeman geïnstalleerd als lid van de Eerste Kamer in de vacature die was ontstaan na het vertrek van Pauline Krikke. Op 6 juni 2023 nam ze afscheid van de Eerste Kamer.
- Parlement.com: vkbkbpj2exxc